# Station Hafjell
Station Hafjell is een halte in Klopphauglykkja in de gemeente Øyer in fylke Innlandet in Noorwegen. De halte werd in 1993 geopend en was gebouwd in verband met de Olympische Spelen van Lillehammer in 1994. Na afloop van de spelen bleek er amper behoefte aan de halte te bestaan. Inmiddels is Hafjell alweer gesloten voor personenvervoer.